# It's my time
It's my time은 대한민국의 여자 댄스 가수 채연의 데뷔 음반이자 첫 번째 정규 음반이고, 2004년 8월 19일 발매되었다. 타이틀곡은 "위험한 연출"로 당시에 파격적인 의상으로 논란이 되었으며 뮤직비디오는 KBS와 SBS에서 방송불가 판정을 받았다. 하지만 이 음반을 통하여 데뷔하자마자 인기를 얻었다.

## 수록곡
1. 시간 (Intro)
2. 위험한 연출
3. 사랑 느낌
4. 소중한 사랑
5. 남자의 사랑
6. 세잎 클로버
7. 기도
8. 너만의 매력
9. 상처
10. 오래된 연인
11. 소문
12. 휴식(Outro)